# Atibaia
Atibaia (hay Estância de Atibaia) là một thành phố ở bang São Paulo, Brasil. Tên gọi thành phố này có nguồn gốc từ tiếng Tupi, có nghĩa là "nước sông lành mạnh". Tên này đã biến đổi từ tiếng Tupi ban đầu là Tybaia, thành Thibaia, Atubaia, Thibaya, và cuối cùng là Atibaia.
Dâu tây ở đây được những người gốc Nhật trồng trọt do thành phố này là một trung tâm của người Nhật nhập cư.
Atibaia nằm cách thủ phủ bang, São Paulo 56 km, cách Campinas 54 km và cách São José dos Campos 80 km.
Atibaia có diện tích 491 ki-lô-mét vuông, 40% đã đô thị hóa, độ cao trung bình 800 m.
Theo số liệu điều tra dân số năm 1996, dân số của Atibaia là 121.000 người.